# 알렉산드라 코스테뉴크

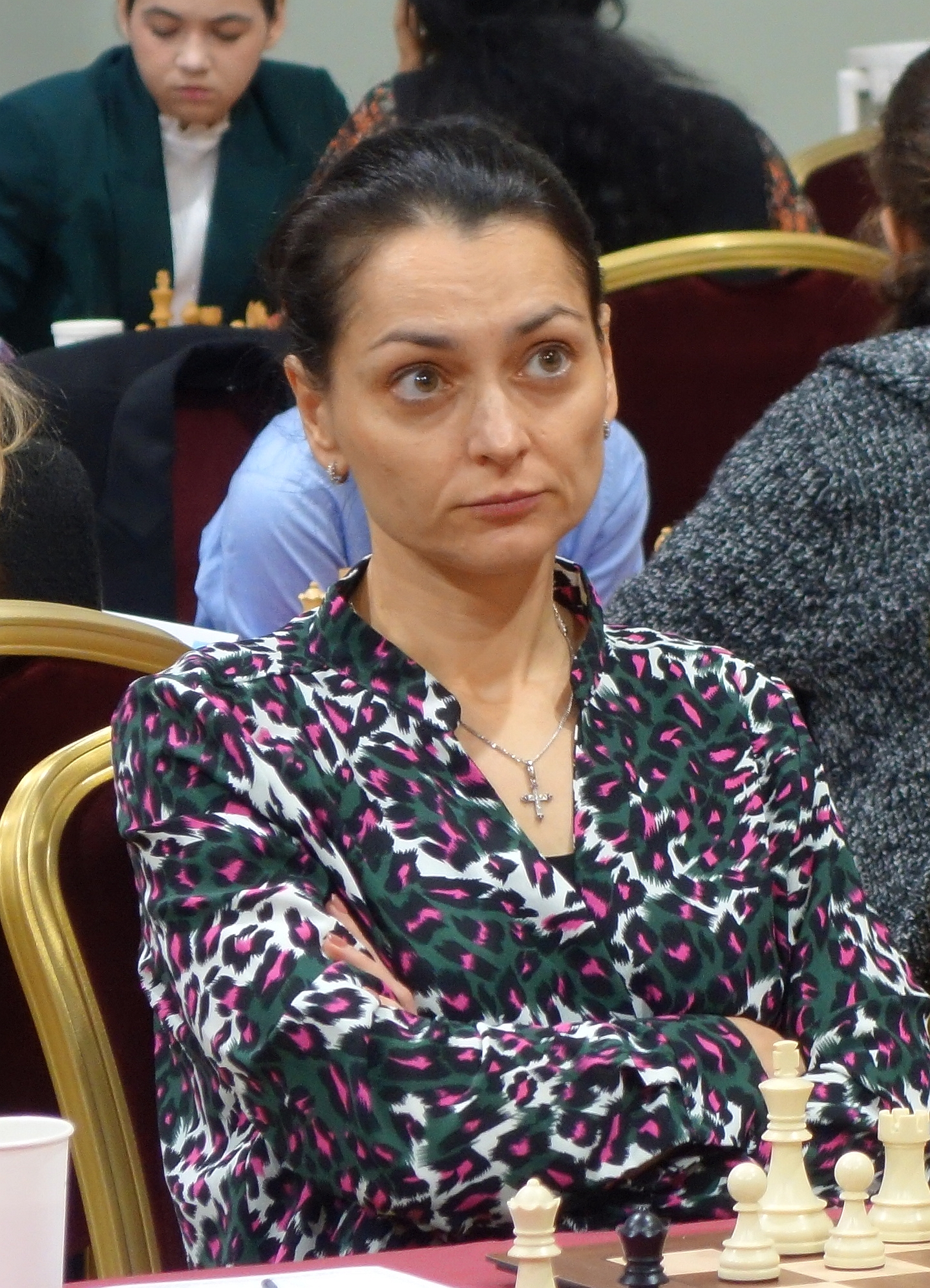
알렉산드라 코스테뉴크

알렉산드라 콘스탄티노브나 코스테뉴크(러시아어: Александра Константиновна Костенюк)는 러시아의 체스 그랜드마스터다.